# Bessed
Die Bessed (russisch Бе́седь; belarussisch Беседзь, Besseds) ist ein linker Nebenfluss des Sosch im Einzugsgebiet des Dnepr in Russland und Belarus.
Die Bessed entspringt im Süden der russischen Oblast Smolensk. Von dort fließt sie anfangs in südlicher Richtung durch die Mahiljouskaja Woblasz und passiert dabei die Kleinstadt Chozimsk. Anschließend wendet sich der Fluss nach Westsüdwest. Er durchquert den westlichen Teil der russischen Oblast Brjansk. Die Kleinstadt Krasnaja Gora liegt bei Flusskilometer 98 am Flussufer. Im Unterlauf erreicht die Bessed erneut Belarus, dieses Mal das Gebiet der Homelskaja Woblasz. Sie fließt ein Stück nach Süden, dreht dann nach Südwesten und mündet schließlich etwa 20 km nördlich von Homel linksseitig in den Sosch.
Die Bessed hat eine Länge von 261 km. Sie entwässert ein Areal von 5600 km². Der mittlere Abfluss an der Mündung beträgt 27,8 m³/s.